# أبو القاسم الكوكبي
آية الله العظمى أبو القاسم بن علي أصغر الباغميشي الكوكبي التبريزي. (1344 هـ - 1426 هـ) هو عالم دين ومرجع شيعي إيراني. ولد في باغميشه وهي إحدى توابع مدينة تبريز الإيرانية.

## دراسته وأساتذته
ابتدأ دراسته الدينية في مدرسة الطالبية في تبريز، وفيها درس المقدمات ومن الكتب التي درسها الأنموذج والصمدية وجامي ومغني اللبيب في النحو، والمطول في علم المعاني والبيان، وحاشية ملا عبد الله في المنطق، ومعالم الأصول في علم أصول الفقه. بعد أن أنهى مرحلة المقدمات في مدرسة الطالبية قرر السفر إلى قم لمواصلة الدرس والتحصيل. وكان عمه، وعمته، يسكنان في قم حيث جعله والده تحت رعايتهما وتكفلهما.
بعد أن استقر في قم، شرع في دراسة مرحلة جديدة تسمى اصطلاحاً بمرحلة «السطوح المتوسطة». وأول الكتب المتعارف عليها دراستها في هذه المرحلة هو الكتاب القيم المعروف «اللمعة الدمشقية» حيث درسه عند آية الله حسن الصادقي حفيد آية الله العظمى صادق التبريزي. ثم حضر بعد ذلك درس كتاب «فرائد الأصول»، عند آية الله محمد المجاهد التبريزي.
بعد اجتيازه مرحلة «السطوح المتوسطة»، انتقل إلى مرحلة «السطوح العالية»، المشتملة على دراسة كتابي المكاسب وكفاية الأصول، حيث درس هذه المرحلة من البداية وإلى النهاية على يد الأستاذ الداماد.
ومن أساتذته في مرحلة «البحث الخارج»: محسن الحكيم، وعبد الهادي الشيرازي، ومحمود الشاهرودي، وأبو القاسم الخوئي، وحسين الحلي، وباقر الزنجاني.